# Feza Günergun
Feza Günergun (n. 1956, Istanbul, Turcia) este unul dintre cei mai importanți istorici ai științei, tehnologiei și medicinii din Turcia.

## Biografie
În anii 1976- 1980 a studiat la Universitatea din Istanbul ingineria chimică. În anul 1984 a susținut teza de doctorat cu un subiect de istorie a medicinii. 
Problematica principală a cercetării profesorului Feza Gunergun îl alcătuiește nu doar istoria științei , tehnologiei și medicinii în Turcia, ci modul în care au circulat cunoștințele în aceste domenii între Vestul European și Est ( Asia Mică, Orientul Apropiat, Țările islamice). 
Profesorul Gunergun a desfășurat o activitate vastă de redactare și editare a unei serii de cărți valoroase în domeniul circulației ideilor științifice între Est și Vest.